# Naturpartei
Als Naturpartei oder Naturalpartei bezeichnet man in der Rechtswissenschaft und in der Rechtspflege eine Partei in einem gerichtlichen Verfahren, die nicht juristisch gebildet und auch nicht rechtsanwaltlich oder anderweitig vertreten ist.
Ein Kläger oder ein Beklagter kann seinen Prozess selbst betreiben, soweit es in einer Lage des Verfahrens keinen Anwaltszwang gibt.
Zugunsten des juristischen Laien als Prozesspartei greifen nach allgemeiner Auffassung strengere Hinweispflichten des Gerichts beim Rechtsgespräch ein, während das für die anwaltlich vertretene Partei nicht gilt; letztere muss sich das Verschulden ihres Prozessbevollmächtigten zurechnen lassen (§ 85 Abs. 2 ZPO). Die Besserstellung von Laien ist aus verfassungsrechtlichen Gründen geboten, um Waffen- und Chancengleichheit im Verfahren herzustellen, Art. 103 Abs. 1 GG. Die fehlende Rechtskenntnis der Naturpartei schadet nicht, weil das Gericht nur an deren Tatsachenvortrag gebunden ist, nicht an ihre – möglicherweise fehlerhaften – Rechtsansichten, was in den römischrechtlichen Grundsätzen da mihi factum, dabo tibi ius, iura novit curia und in § 138, § 139 ZPO zum Ausdruck kommt (Erklärungspflicht der Parteien über die entscheidungserheblichen Tatsachen und dementsprechende Hinweispflichten des Gerichts). Der Umgang mit der Naturpartei stellt sich demnach als ein Akt der Fairness und damit als ein Gebot der Gerechtigkeit dar.
Die Kluft, die sich zwischen professionellen Juristen und juristischen Laien auftut, ist eine Folge der Verrechtlichung. Im gerichtlichen Verfahren tritt diese besonders zutage. Aus rechtssoziologischer Sicht kommt den Rechtsanwälten im Regelfall die Funktion einer Schnittstelle zu, die zwischen Richtern und Bürgern vermittelt. Das Verhältnis zwischen Juristen und juristischen Laien ist maßgeblich durch ungleich verteiltes Wissen geprägt. Der Wandel im Umgang der Richter mit den Naturparteien ist stärker vom allgemeinen kulturellen Wandel abhängig als von der beruflichen Ausbildung.